# Tabanus corax
Tabanus corax är en tvåvingeart som beskrevs av Friedrich Hermann Loew 1863. Tabanus corax ingår i släktet Tabanus och familjen bromsar. Inga underarter finns listade i Catalogue of Life.